# Burschenschaft Cimbria Heidelberg
Die Burschenschaft Cimbria Heidelberg ist eine farbentragende, pflichtschlagende Studentenverbindung in Heidelberg. Die Burschenschaft ist seit 2023 verbandsfrei. Es besteht nur noch der Altherrenverein; die Aktivitas wurde aufgrund von Antisemitismus-Vorwürfen im September 2020 durch die Altherrenschaft aufgelöst.
Bis 2023 war sie als Burschenschaft Normannia zu Heidelberg Mitglied der Deutschen Burschenschaft (DB).

## Geschichte

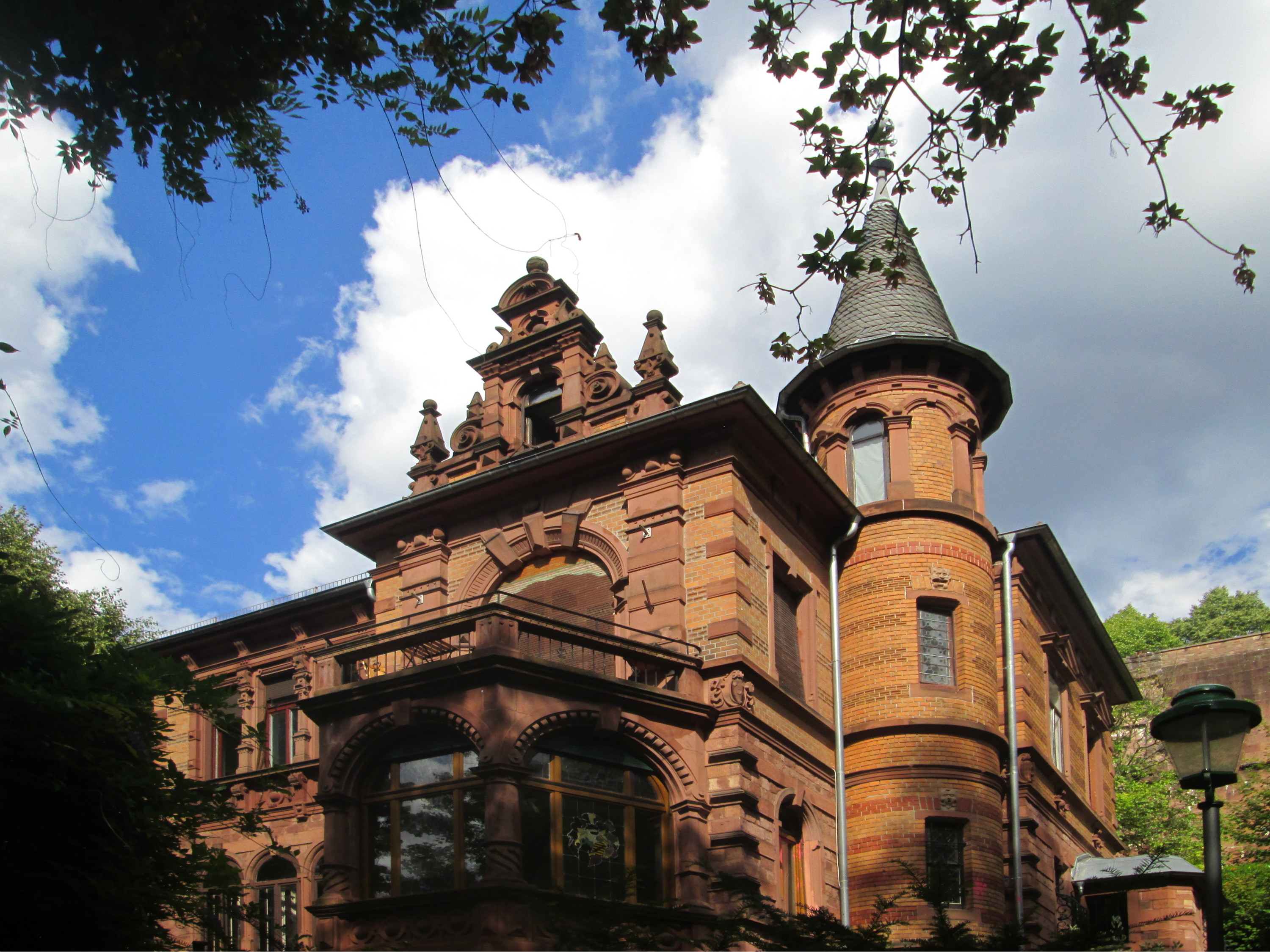
Backsteinbau im Stil der Neo-Renaissance

### Ursprünge und Gründung
Die 1883 gegründete Reformburschenschaft Germania wurde 1884 bereits wieder suspendiert, danach gab es vier Jahre lang keine Reformburschenschaft am Ort. Im Wintersemester 1889/90 wurde von einigen in Heidelberg ansässigen Reformburschenschaftern (hauptsächlich Tübinger Teutonen und Gießener Arminen) eine neue Burschenschaft gegründet. Wiewohl nicht als Nachfolgerin der Germania bestimmt, traten ihr einige Germanen bei. Man gab sich die Farben Schwarz-Rot-Gold mit goldener Perkussion. Während des 8. Bundestages der Allgemeinen Deutschen Burschenbundes (ADB) in Eisenach trat Normannia diesem bei. Da alle Gründungsmitglieder bereits kurz vor dem Examen standen, musste Normannia schon 1891 vertagen.

### Wachsen
1911 wurde die freie Burschenschaft Cimbria Heidelberg in die Burschenschaft integriert und für kurze Zeit deren Farben gold-grün-weiß mit silbergrauer Seidenmütze getragen. Im Ersten Weltkrieg engagierte sich die gesamte Aktivitas, 1918/19 erfolgte der Wiederaufbau der Verbindung trotz vieler Gefallener und Wegzüge an andere Hochschulorte. 1930 gehörten der Normannia 56 Alte Herren, 17 Aktive und 52 Inaktive an.

### Zeit des Nationalsozialismus
1933 wurde der ADB aufgelöst und dessen Mitgliedsburschenschaften 1934 in die Deutsche Burschenschaft überführt. Vor der Überführung fusionierten die ADB-Burschenschaften Rheno-Cheruskia Münster, Gothia Tübingen und Palatia Gießen mit der Normannia. 1937 löste sich die Normannia wie die DB selbst auf. Wie die meisten Verbindungen wurde zur Fortführung des Verbindungslebens eine Kameradschaft Normannia gegründet, die jedoch behördlich aufgelöst wurde. Die nach Osnabrück ausgelagerten Traditionsgegenstände wurden während des Zweiten Weltkriegs vernichtet, es fielen 17 Normannen.

### Wiedergründung
Noch nicht wiedergegründet, verließen die Mitglieder der Rheno-Cheruskia die Normannia wieder. Die meisten Mitglieder der Palatia Gießen und einige Tübinger Gothen gingen in der Burschenschaft Sugambria Bonn auf. Am 11. November 1950 gründete sich die Normannia in der Heidelberger Hirschgasse neu. 1951 erfolgte der Beitritt zur Deutschen Burschenschaft (DB). 1957 wurde die Normannia Mitglied der Roten Richtung. In die Burschenschaftliche Gemeinschaft (BG) wurde sie 1962 aufgenommen, aus der sie 2013 austrat. 1963 schloss sich die Normannia dem Norddeutschen Kartell an. Von 1978 bis 1986 blieb die Burschenschaft ohne Aktivitas. 1993 wurden die Alten Herren der Burschenschaft Rheno-Arminia Heidelberg in die Normannia aufgenommen.

### Seit 2000
Mitte der 2000er Jahre trennte sich Normannia aufgrund politischer Differenzen von großen Teilen der Aktivitas. 2009/10 war sie Vorsitzende Burschenschaft der Deutschen Burschenschaft.
2012 trat die Normannia aus der Burschenschaftlichen Gemeinschaft aus.
Nachdem in der Nacht vom 28. auf den 29. August 2020 ein Gast, Mitglied der Landsmannschaft Afrania, bei einer Verbindungsfeier im Haus der Normannia wegen seiner jüdischstämmigen Großmutter mit Gürteln geschlagen, mit Münzen beworfen und antisemitisch beleidigt wurde, wurde infolgedessen die Auflösung der Aktivitas am 3. September 2020 bekanntgegeben (detaillierter siehe unter Kontroversen).
Nach Angaben der Antifaschistischen Initiative Heidelberg sollen der Burschenschaft nach zahlreichen Austritten nach Bekanntwerden des obigen Vorfalls nur noch „etwa 50 Alte Herren“ verbleiben.
Aus internem Schriftverkehr ging 2023 hervor, dass die Burschenschaft Anstrengungen unternimmt, ihren Namen in „Burschenschaft Cimbria“ abzuändern. Nach Angaben des SWR solle die Umbenennung von Rechtsextremismus-Vorwürfen ablenken.
Außerdem wolle sie 2023 aus dem als stark rechtsgerichtet geltenden Korporationsverband Deutsche Burschenschaft austreten. Ausweislich des Internetauftritts der Deutschen Burschenschaft taucht die Burschenschaft nicht mehr unter den Mitgliedsbünden auf (Stand: 2025).

## Korporationshaus

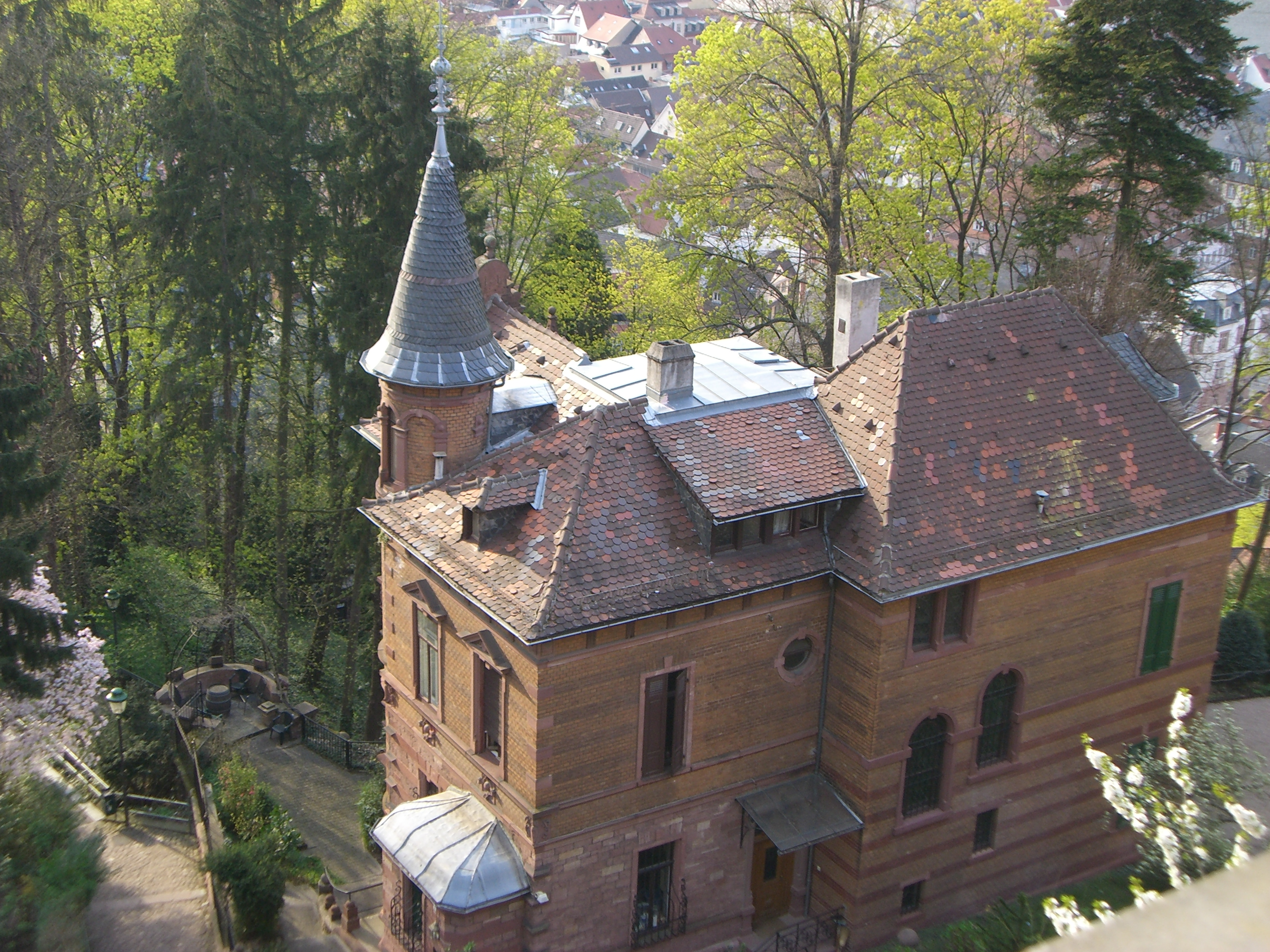
Villa Stückgarten, Haus der Cimbria

Die Burschenschaft Cimbria verfügt über ein Korporationshaus, die Villa Stückgarten, am Kurzen Buckel 7.

## Politische Ausrichtung und Kontroversen

### 1990er-2000
Nach den Autoren der Heidelberger Studierendenzeitschrift Ruprecht äußerten sich Mitglieder der Burschenschaft Anfang der 1990er Jahre „sehr national“.
2000 wurde ein linksextremistisch motivierter Brandanschlag auf das Korporationshaus der Burschenschaft verübt.

### 2011–2018
Mehrmals wurde das Haus der Burschenschaft außerdem Ziel von Farbbeutelanschlägen durch Unbekannte; so auch am 23. November 2011.
Anna Hunger von der linksliberalen taz zählte die Burschenschaft Normannia zu Heidelberg 2012 neben der Burschenschaft Danubia München und der Alten Breslauer Burschenschaft der Raczeks zum „rechten Flügel“ der Deutschen Burschenschaft. Demgegenüber attestierte ihr Marijan Murat von der Zeit im Jahr 2012 eine „mittig-liberale“ Ausrichtung.
2013 demonstrierte ein linkes Bündnis gegen ein Seminar der Deutschen Burschenschaft, welches bei Normannia stattfand. Die örtliche Antifa-Gruppe und der Deutsche Gewerkschaftsbund forderten, dass „Gastwirte in Heidelberg Burschenschafter in Coleur [sic!] nicht bedienen sollen.“ Der neurechte Publizist Michael Paulwitz, Alter Herr der Normannia, äußerte „Sorgen um den Linksruck von SPD und Grünen, die mit ausgewiesenen Linksextremisten versuchen, Andersdenkende aus der Stadt zu vertreiben.“ Einige Alte Herren fühlten sich durch den „Vorwurf des Rassismus in eine Position gedrängt […], die sie gar nicht vertreten.“

### 2019
Nach Angaben der Staatsanwaltschaft Heidelberg war am 19. Januar 2019 ein Normannia-Mitglied involviert, als Mitglieder der Identitären Bewegung „versuchten, sich anlässlich der Eröffnungsfeier für das Zentrum Zutritt zu den Büroräumen von »Ewwe longt’s!« zu verschaffen“.
Am 1. Mai 2019 wurde ein Mitglied der Verbindung Rupertia „von Normannia-Mitgliedern in der Heidelberger Altstadt mit antisemitischen Beleidigungen traktiert und dann so verprügelt wurde, dass er einen Zahn verlor“. Nach Angaben der Staatsanwaltschaft Heidelberg wurde ein Normanne dafür vom Heidelberger Amtsgericht im Juni 2020 wegen gefährlicher Körperverletzung verurteilt, während gegen ein anderes Mitglied „noch Ermittlungen wegen Körperverletzung sowie Volksverhetzung“ liefen.
Laut einem im Februar 2021 veröffentlichten Bericht eines ehemaligen Mitglieds gehörten (Stand: August 2019) rechtsextreme und antisemitische Äußerungen in der Verbindung zum Umgangston. Außerdem habe die rechtsextreme Identitäre Bewegung zeitweise Stammtische im Haus der Burschenschaft Normannia zu Heidelberg abgehalten. Seinen Austritt im August 2019 begründete das ehemalige Mitglied mit einem von ihm wahrgenommenen „massiv aufkeimenden Rechtsextremismus“ und einem „glorifizierenden Bekenntnis zum Nationalsozialismus“ innerhalb der Aktivitas der Burschenschaft Normannia zu Heidelberg.

### 2020–2025: Prozess und Auflösung der Aktivitas
In der Nacht vom 28. auf den 29. August 2020 wurde bei einer Verbindungsfeier im Haus der Normannia ein 25-jähriger Gast, ein Mitglied der Landsmannschaft Afrania Heidelberg, wegen seiner jüdischstämmigen Großmutter mit Gürteln geschlagen, mit Münzen beworfen und antisemitisch beleidigt – als Anspielung auf das rassistische Stereotyp vom „Wucherjuden“.
Die Staatsanwaltschaft Heidelberg leitete daraufhin Ermittlungen gegen zehn Personen, darunter eine Frau, ein. Am 3. September 2020 gab die Normannia auf ihrer Website die Auflösung ihrer Aktivitas bekannt. Am 8. September veröffentlichte der Altherrenverband der Normannia eine Stellungnahme, in der die berichteten Übergriffe sowie Antisemitismus verurteilt werden. Dabei wurde betont, dass die Ermittlungen sich gegen einzelne, der Normannia zugehörige Personen und nicht gegen die Burschenschaft richteten. Die Staatsanwaltschaft ließ jedoch im Zuge der Ermittlungen eine Hausdurchsuchung der Normannenvilla durchführen. Im Mai 2021 beantragte die Staatsanwaltschaft Strafbefehl gegen sechs der zehn Personen wegen gefährlicher Körperverletzung und tätlicher Beleidigung mit Strafen von einer Geldstrafe in Höhe von 90 Tagessätzen bis zu einer Freiheitsstrafe von zehn Monaten mit Bewährung. Von einer „Mauer des Schweigens“ sprach eine Ermittlerin zu Beginn des Prozesses, von „einer Katastrophe“ die Vorsitzende Richterin Nicole Bargatzky während des Verfahrens und drohte mehreren Zeugen mit Ermittlungen wegen uneidlicher Falschaussage.
In einem ersten Prozess vor dem Jugendgericht wurden im Dezember 2022 drei von vier angeklagten Männer – zwei aus Heidelberg, zwei aus Köln – im Alter zwischen 22 und 28 Jahren zu Freiheitsstrafen von acht Monaten auf Bewährung verurteilt, ein vierter – einer der beiden Heidelberger – wurde freigesprochen. Die Staatsanwaltschaft diagnostizierte den antisemitischen Gewaltexzess als Resultat einer „toxische[n] Mischung aus Weltanschauung und Suff“. Im März 2023 wurde bekannt, dass drei der Angeklagten Berufung eingelegt haben. Am 11. Dezember 2023 protestierten rund 150 Personen vor der Villa Stückgarten „gegen den angeblichen geplanten Wiederaufbau der Burschenschaft Normannia“.
Die juristische Aufarbeitung ging im Sommer 2024 in die nächste Runde. Einer der drei Angeklagten nahm nach dem Urteil seine Berufung zurück und „ist damit rechtskräftig verurteilt.“ Der Staatsanwalt sah „den Vorwurf der Körperverletzung in Tateinheit mit schwerer persönlicher Herabwürdigung als erwiesen an“, weswegen er sich dem erstinstanzlichen Urteil anschloss und „für beide Angeklagte acht Monate Freiheitsstrafe auf Bewährung“ forderte.
Am 11. März 2025 hat das Oberlandesgericht Karlsruhe die Revision der beiden Angeklagten zurückgewiesen, da diese keine Begründung für selbige vorgelegt hatten. Damit sind alle möglichen Rechtsmittel ausgeschöpft und das Urteil des Jugendgerichts aus dem Jahr 2022 (8 Monate auf Bewährung) ist rechtskräftig.

## Mitglieder
- Eugen Wolff (1863–1929), Germanist und Universitätsprofessor
- Gustav Stresemann (1878–1929), Politiker (DVP), Friedensnobelpreisträger und Staatsmann (Ehrenmitglied)
- Felix Graf von Luckner (1881–1966), Seeoffizier und Schriftsteller
- Peter Jaeck (1894–1937), Sportwissenschaftler, erster Direktor des Instituts für Leibesübungen der Universität Marburg
- August Hirt (1898–1945), Mediziner, Professor für Anatomie, NS-Verbrecher
- Bernhard Timm (1909–1992), Physiker, Manager, Vorstandsvorsitzender der BASF
- Richard-Ernst Bader (1912–1996), Mediziner, Hygieniker und Bakteriologe
- Christian Wirth (* 1963), Rechtsanwalt, Politiker (AfD), Mitglied des Bundestags
- Michael Paulwitz (* 1965), Historiker, Journalist, Politiker (REP), Schriftleiter der Burschenschaftlichen Blätter von 2012 bis 2014
- Ferdinand Revermann (1895–1975), Architekt

Mitgliederverzeichnis:
- Willy Nolte (Hrsg.): Burschenschafter-Stammrolle. Verzeichnis der Mitglieder der Deutschen Burschenschaft nach dem Stande vom Sommer-Semester 1934. Berlin 1934. S. 1051–1052.